# Anna Melato
Anna Melato (Milano, 18 maggio 1952) è un'attrice, cantautrice e doppiatrice italiana.

## Biografia

### Origini
È la terzogenita di Adolfo Melato, triestino di origine austriaca, traduttore dal tedesco per testi e vigile urbano, e di Lina Fabbrica, sarta. È sorella minore dell'attrice Mariangela Melato.

### Carriera
Inizia l'attività di cantante dopo essere stata messa sotto contratto dalla Dischi Ricordi; nel 1970 debutta nella trasmissione televisiva Ti piace la mia faccia. Nel 1973 ha la sua prima parte come attrice in Film d'amore e d'anarchia, diretta da Lina Wertmüller. Viene anche scelta dal maestro Nino Rota per cantare le due canzoni dei titoli (testa e coda) Canzone arrabbiata e El Tunin. Questi due brani diventeranno per lei anche il primo disco (inciso in diretta con l'orchestra).
Alla fine dello stesso anno ottiene un buon successo con Dormitorio pubblico, brano con cui ha partecipato a Canzonissima, L'anno successivo partecipa al Festival di Sanremo 1974 con Sta piovendo dolcemente (autori Pino Donaggio e Maurizio Piccoli) e a Un disco per l'estate con Vola (la canzone sul retro, Madame Marilou è stata scritta da Flavio Giurato). Di lì a poco esce il suo primo Lp intitolato "Domenica Mattina". Con Comunque sia partecipa infine al Festivalbar 1975. Cambia quindi casa discografica nel 1977, passando alla RCA Italiana e incide il secondo Lp "Ritratto" (il suo produttore è Alberigo Crocetta), i cui brani sono scritti da lei stessa e arrangiati dal suo compagno di allora, il maestro Gianni Mazza.
Dal 1974 al 1976 conduce, assieme ad Antonio De Robertis il programma radiofonico L'altro suono, sulla musica popolare italiana e straniera, che va in onda sul secondo canale RAI alle 14 dei giorni feriali.
Continua ad incidere anche nel decennio successivo, per poi ritirarsi dalla carriera musicale. Prosegue nel frattempo la sua carriera cinematografica. Nel 1977 interpreta Casotto di Sergio Citti e, sempre con Citti, due anni dopo è nel cast di Due pezzi di pane.
Negli anni ottanta e novanta partecipa a svariati film comici e, a partire dal 1985 con Caccia al ladro d'autore, inizia a lavorare sempre più spesso in televisione, che ne ha quasi monopolizzato la carriera di attrice a partire dal 2000. A partire dallo stesso anno è anche protagonista di una celebre serie di spot del Tantum verde, nei quali interpreta la madre della "famiglia boccasana".
È del 1985 la sua esperienza teatrale con il regista Mario Moretti che la porta in tournée come primadonna del musical Diario di una gatta.

### Vita privata
È stata sposata con il produttore Maurizio Tini, con il quale ha avuto due figli; si è successivamente separata.

## Filmografia

### Attrice

#### Cinema
- Film d'amore e d'anarchia - Ovvero "Stamattina alle 10 in via dei Fiori nella nota casa di tolleranza...", regia di Lina Wertmüller (1973)
- Casotto, regia di Sergio Citti (1977)
- Due pezzi di pane, regia di Sergio Citti (1979)
- Eccezzziunale... veramente, regia di Carlo Vanzina (1982)
- Dancing Paradise, regia di Pupi Avati (1982)
- Aiutami a sognare, regia di Pupi Avati (1982)
- Chi mi aiuta?, regia di Valerio Zecca (1983)
- Chewingum, regia di Biagio Proietti (1984)
- Quelli del casco, regia di Luciano Salce (1987)
- Fuga senza fine, regia di Giannandrea Pecorelli (1987)
- Ma non per sempre, regia di Marzio Casa (1991)
- Bidoni, regia di Felice Farina (1995)
- La mia generazione, regia di Wilma Labate (1996)
- Grazie di tutto, regia di Luca Manfredi (1998)
- Senza filtro, regia di Mimmo Raimondi (2001)
- Troppo belli, regia di Ugo Fabrizio Giordani (2005)

#### Televisione
- Il matrimonio di Caterina, regia di Luigi Comencini – film TV (1982)
- Caccia al ladro d'autore – serie TV (1985)
- Una donna a Venezia, regia di Sandro Bolchi – sceneggiato TV (1986)
- Investigatori d'Italia, regia di Paolo Poeti – miniserie TV (1987)
- Pronto soccorso – miniserie TV (1990)
- Il commissario Corso – serie TV (1991-1992)
- Infiltrato, regia di Claudio Sestieri – film TV (1996)
- Fine secolo – serie TV (1999)
- Incantesimo 5 – serial TV (2002)
- Amanti e segreti – serie TV (2004)
- Una famiglia in giallo – serie TV, episodio 6: Ladro di biciclette (2005)
- La stagione dei delitti – serie TV (2004-2007)
- Codice rosso – serie TV (2006)
- La nuova squadra – serie TV (2008-2011)
- Rossella – serie TV (2011-2013)
- La donna che ritorna, regia di Gianni Lepre – miniserie TV (2011)
- Troppo amore – film TV (2012)
- Le due leggi, regia di Luciano Manuzzi – miniserie TV (2014)
- Una buona stagione – serie TV (2014)
- La dama velata – serie TV (2015)
- La porta rossa - Seconda stagione – serie TV (2019)
- Mentre ero via, regia di Michele Soavi – miniserie TV (2019)

## Doppiaggio

### Cinema
- Sissy Spacek in La ragazza di Nashville
- Adriana Barraza in Babel
- Becky Savage in Dolce Alice
- Desreta Jackson in Il colore viola
- Elaine Miles in Un medico tra gli orsi
- Neny in Gli Animotosi nella terra di Nondove
- Robyn Douglass in Anime gemelle
- K.T. Oslin in Quella cosa chiamata amore
- Leslie Cumming in La casa 4
- Jenny Agutter in La bambola assassina 2
- Marie-Christine Orry in Le invisibili
- Ángela Correa in Il viaggio
- Mirta Ibarra in Fragola e cioccolato
- Patrizia Pellegrino in A cena col vampiro
- Noélia Montanhas in Tieta do Brasil
- Ravijojla Jovancic in Buon anno Sarajevo
- Geretta Geretta in Demoni
- Antonella Interlenghi in Paura nella città dei morti viventi
- Donna Mitchell in Psycho IV

### Televisione
- Isabel Glasser, Gwinnett Elizabeth Savage, Susan Walters, Emily Langworthy, Susan Wands, Deirdre O'Connell e Debbi Morgan in Quando si ama
- Yvette Freeman in E.R. - Medici in prima linea
- Majel Barrett in Star Trek Deep Space Nine
- Barrie Youngfellow in Nancy, Sonny & Co.
- Jenny O'Hara in L'albero delle mele
- Gillian Barber in X-Files
- Tawny Kitaen in Capitol
- Michele Shay in Destini
- Marly Marley in Figli miei, vita mia

## Discografia

### Album
- 1974 - Domenica mattina (Dischi Ricordi, SMRL 6134)
- 1977 - Ritratto (RCA Italiana, PL 31303)

### Singoli
- 1973 - Canzone arrabbiata/Antonio Soffiantini detto Tunin (Cinevox, MDF 040)
- 1973 - Punto d'incontro/La notte fu (Ricordi, SRL 10.706)
- 1973 - Dormitorio pubblico/Punto d'incontro (Ricordi, SRL 10.709)
- 1974 - Sta piovendo dolcemente/Faccia di pietra (Ricordi, SRL 10.718)
- 1974 - Vola/Madame Marilou (Ricordi, SRL 10.723)
- 1975 - Comunque sia/La mia pelle in libertà (Ricordi, SRL 10.770)
- 1977 - Ritratto/Io so come si fa (RCA Italiana, PB 6100)
- 1980 - Voglio fare l'ospite/Uan tu tri (Ricordi, SRL 10.924))
- 1983 - Poco e malefficiente/Dove credi di andare (Soedi, SOS 610003)
- 1985 - Rudy Rap/Schizo e sola (CAM, CM 7464)

### Partecipazioni
- 1973 - Film d'amore e d'anarchia, con i brani: Canzone arrabbiata, Antonio Soffiantini detto "Tunin" e Amara me
- 1979 - L'ingorgo, con il brano Una storia impossibile
- 1981 - Ora o mai più ovvero cantautore da grande
- 1982 - Dancing Paradise